# Маррони (футболист)
Марро́ни да Си́лва Либерта́до (порт.-браз. Marrony da Silva Liberato более известный, как Маррони порт.-браз. Marrony; родился 5 февраля 1999 года в Волта-Редонде, штат Рио-де-Жанейро) — бразильский футболист, нападающий клуба «Мидтьюлланн».

## Биография
Маррони — воспитанник клуба «Васко да Гама». 7 сентября 2018 года в матче против «Америка Минейро» он дебютировал в бразильской Серии А. 25 сентября в поединке против «Баии» Маррони забил свой первый гол за свою команду.

## Титулы
- Чемпион штата Минас-Жерайс (2): 2020, 2021
- Вице-чемпион Дании (1): 2021/22
- Обладатель Кубка Дании (1): 2021/22